# Fuchsklippe

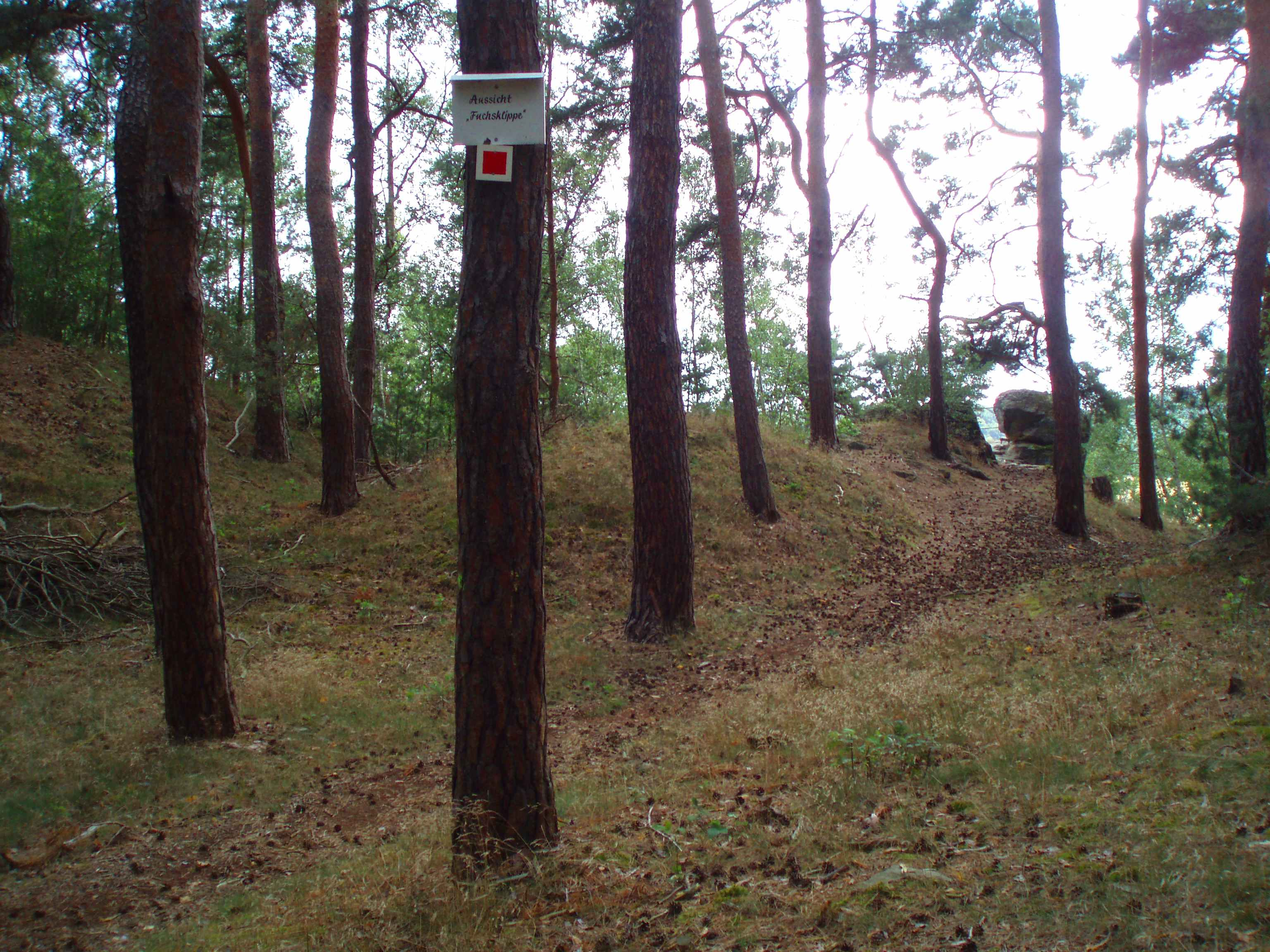
Pfad zur Fuchsklippe

Die Fuchsklippe ist eine Felsklippe aus Sandstein in den nahe Halberstadt gelegenen Thekenbergen im Landkreis Harz in Sachsen-Anhalt.
Die Klippe liegt im Norden des Naturparks Harz – zwischen den Halberstadter Ortsteilen Klussiedlung im Norden und Langenstein im Westen sowie dem Blankenburger Ortsteil Börnecke im Süden. Ihr Gipfel (ca. 205 m ü. NHN) wird oft als Aussichtspunkt genutzt. Ein markierter Höhenweg verbindet diesen mit dem Gipfel der Klippe Gläserner Mönch, einem weiteren Aussichtsfelsen.
Die Klippe hat sich in der Oberkreide aus den Thekenbergen herausgebildet.
Koordinaten: 51° 50′ 58,2″ N, 11° 1′ 44″ O